# Drosophila fraburu
Drosophila fraburu är en tvåvingeart som beskrevs av Burla 1954. Drosophila fraburu ingår i släktet Drosophila och familjen daggflugor.
Artens utbredningsområde är Elfenbenskusten och Angola.